# 趙邕
赵邕（5世纪？—525年），字令和，南阳郡人，南北朝北魏官员，赵怡之子。
赵邕少年时期，常出入司空李冲家中，担任杂役，还成为李冲诸子的玩伴。太和年间，他侍奉在魏孝文帝身边，官至殿中监。魏宣武帝即位亲政后，他仍担任殿中监一职，后又在任殿中监的同时升任殿中将军。每当宣武帝外出时，趙脩以常侍、侍中的身份陪同乘车，赵邕则兼任奉车都尉负责驾车，因此被当时的人称为“二赵”。因其籍贯为南阳郡，被任命为给事中、南阳郡中正，但由于父亲担任荆州大中正，他便辞去了这一职务。之后，他担任长兼散骑侍郎、领左右、直长，可自由出入宫中，后来又被任命为荆州大中正。宣武帝去世后，赵邕兼任给事黄门，不久转任太府卿。他出任平北将军、幽州刺史，在州中肆意掠夺。他曾求娶范阳卢氏之女，因该女父亲早逝，虽得到其叔父同意，却遭到其母反对。这位母亲将女儿藏在北平阳氏家中，赵邕便对阳叔施以拷打，致其死亡。阳氏家族鸣冤告状，朝廷派中散大夫孙景安前去调查，赵邕本应被判处死罪，但最终得到赦免，仅被剥夺官爵。孝昌元年（525年），赵邕去世。